# Puerto Williams
Puerto Williams es una ciudad y puerto de la zona austral de Chile que se sitúa en la costa norte de la isla Navarino y en la ribera sur del canal Beagle. Está ubicada en la región de Magallanes y de la Antártica Chilena, y administrativamente es la capital tanto de su comuna, la de Cabo de Hornos, como de la provincia Antártica Chilena.
Ubicada a una latitud de casi 55° S, es la ciudad más austral de Chile y recibe el calificativo de «ciudad más austral del mundo», algo que le disputa la ciudad argentina de Ushuaia.

## Historia
El territorio donde se ubica Puerto Williams ha sido habitado desde hace más de 6000 años por pueblos indígenas. Al momento del contacto con los europeos, estaba presente el pueblo yagán, cuyos integrantes siguen habitando la zona. La denominación del poblado en idioma yagán es Upushwea o Upushwáea.
La primera expedición europea que reconoció la zona fue la de Phillip Parker King realizada entre los años 1826 y 1830 por el HMS Adventure y el HMS Beagle.
En las primeras décadas del siglo XX ya había un asentamiento de colonos europeos, asociados al apellido Lawrence, en el lugar, que era conocido como Puerto Luisa. El puerto fue fundado oficialmente el 21 de noviembre de 1953 con el nombre de Puerto Luisa. El 22 de agosto de 1956 se le cambió el nombre a Puerto Williams, en conmemoración al marino británico Juan Williams, quien al mando de la goleta Ancud efectuó a nombre del Gobierno de Chile la toma de posesión del estrecho de Magallanes, el 21 de septiembre de 1843, fundando el Fuerte Bulnes. En 2001 la antigua denominación de la Comuna, Navarino, fue reemplazada por la de Comuna de Cabo de Hornos, en referencia al punto geográfico situado dentro de su jurisdicción, constituido por el Cabo de Hornos.
El puerto es un importante lugar estratégico para el tráfico entre el océano Pacífico y el océano Atlántico. También funciona como rampa para las políticas chilenas en el Territorio Antártico Chileno, dada la cercanía de Puerto Williams con el continente antártico.
El primer alcalde fue José Andrade Urzua, seguido de Gonzalo Castro Vergara, Vicente Caselli Ramos, José Soto Passek, Hugo Henríquez Matus, y en el año 2012 asume la primera mujer en llegar a la Alcaldía, Pamela Tapia Villarroel. El nuevo alcalde desde 2016 es Jaime Patricio Fernández Alarcón.

## Geografía física
Puerto Williams está ubicada en la costa norte de la isla Navarino, que forma parte del archipiélago de Tierra del Fuego situado en el extremo meridional de América del Sur entre el océano Pacífico y el Atlántico. Con sus 2470 km², Navarino es la cuarta isla más grande del archipiélago, está ubicada al sur de la isla grande de Tierra del Fuego y separada de esta por el canal Beagle. El ancho de este canal desde la punta Gusano a la isla grande es de 4 km.

### Topografía
El relieve de la zona sur del archipiélago es montañoso ya que constituye una prolongación de la cordillera de los Andes  denominada Andes fueguinos que, a diferencia de los tramos continentales, tiene dirección este-oeste. 
La isla Navarino presenta un relieve de origen subglacial y más redondeado que el relieve abrupto y escarpado de la vecina isla Hoste, la otra gran isla de la zona sur del archipiélago. Las cumbres rara vez sobrepasan los 1000 m de altitud, siendo el picacho Dientes de Navarino la cumbre de mayor elevación en la isla que alcanza 1118 m s. n. m. El relieve suave de la periferia de la isla permitió la instalación estancias, la actividad agropecuaria y la explotación el bosque nativo actividades que no fueron posible en la Hoste, que permaneció despoblada.

### Sismicidad
La ciudad se encuentra sobre la placa de Scotia, a poco más de 40 km al sur de la falla Fagnano-Magallanes, un sistema regional de falla sismogénico, de orientación este-oeste que coincide con el límite transformante entre las placas Sudamericana (al norte) y Scotia (al sur), con sismicidad media; cuya última gran expresión se produjo el 17 de diciembre de 1949 (75 años), a las 22.30 (UTC-3), con una magnitud aproximadamente de 7,8 en la escala de Richter.
El 2 de mayo de 2025, a las 09:58 (UTC−3), se registró un sismo de magnitud 7,4 Mw a 40 km al sur de las islas Diego Ramírez, con epicentro en la zona de fractura Shackleton, que separa la placa de Scotia de la placa Antártica en el paso Drake. El evento ocurrió a aproximadamente 200 km de Puerto Williams y tuvo una intensidad máxima de V en la escala de Mercalli en la localidad. No se reportaron daños materiales, heridos ni víctimas fatales. El sismo generó una alerta preventiva de tsunami emitida cinco minutos después del evento, lo que motivó la evacuación preventiva del borde costero y de sectores en altura media, la cual se mantuvo activa durante gran parte de la jornada.

### Clima

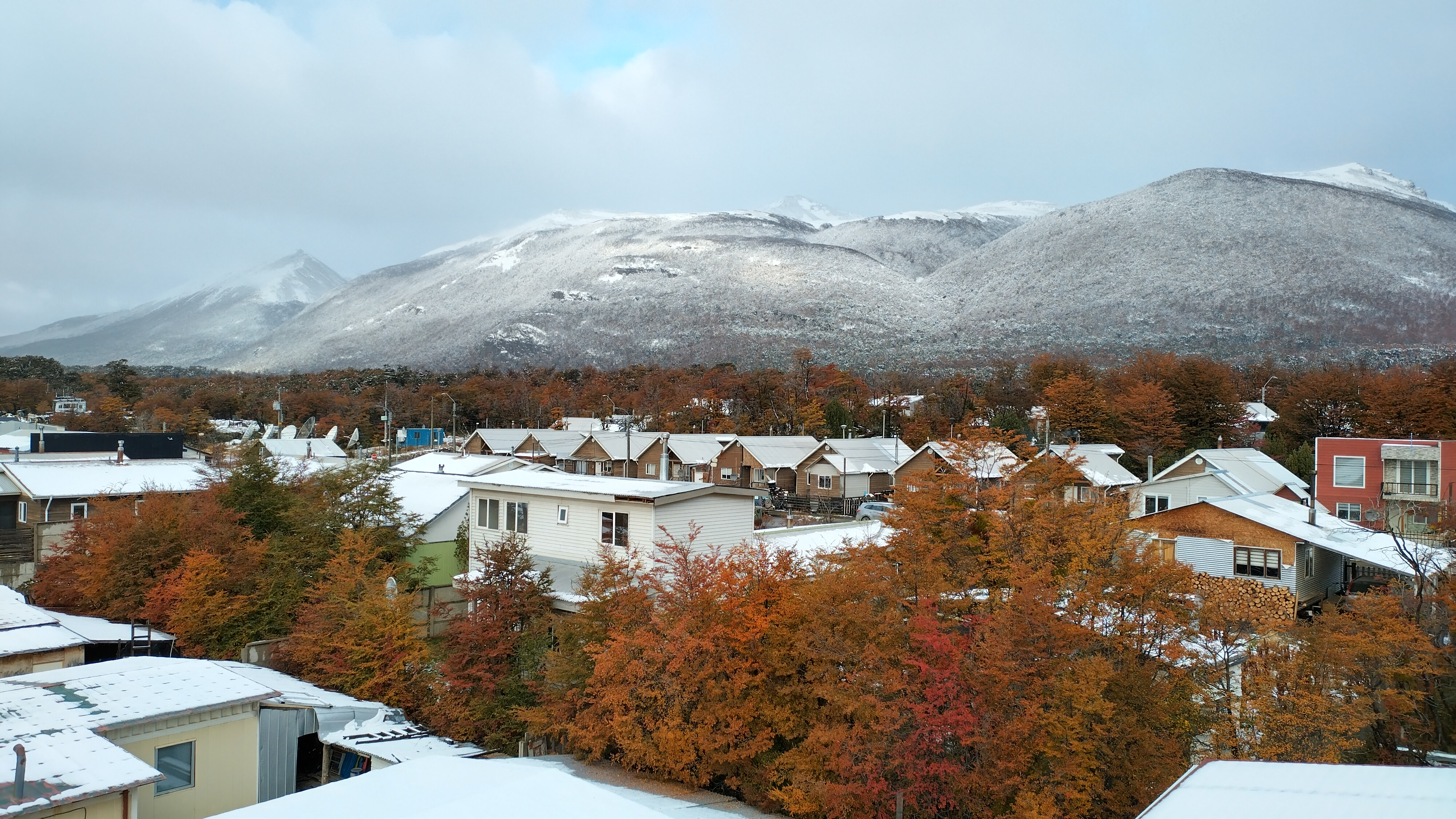
Puerto Williams en otoño

En la clasificación climática de Köppen, el clima de Puerto Williams es de tundra "ET", bordeando el subpolar oceánico. Según otros autores es una variante fría del «patagónico húmedo». A pesar de que las temperaturas son frías todo el año, se encuentra enclavado entre altos bosques magallánicos, los cuales aún sobreviven en los bordes de la localidad. La oscilación térmica anual es escasa. Tal es lo persistente del frío que en pleno verano austral se han registrado eventuales nevadas. Las precipitaciones, que en invierno suelen ser en forma de nieve, están repartidas equitativamente a lo largo del año sumando un total de 512 mm, pero, si bien parecerían exiguas, a causa de la constante temperatura baja se tornan suficientes para convertir a Puerto Williams en una localidad de clima húmedo; también ayuda para ello el alto promedio de días con alguna precipitación. Las heladas son frecuentes como también, el fenómeno de Lluvia gélida a finales del verano.
Fuertes vientos desde el cuadrante Oeste, originados en el océano Pacífico sur, suelen azotar la localidad, razón por la cual los árboles desprotegidos de las tempestades crecen siguiendo la dirección del viento, lo cual hace que, en razón de su forma, sean llamados "árboles-bandera" por la inclinación que son forzados a tomar.
| Parámetros climáticos promedio de Puerto Williams (1996-2025) | Parámetros climáticos promedio de Puerto Williams (1996-2025) | Parámetros climáticos promedio de Puerto Williams (1996-2025) | Parámetros climáticos promedio de Puerto Williams (1996-2025) | Parámetros climáticos promedio de Puerto Williams (1996-2025) | Parámetros climáticos promedio de Puerto Williams (1996-2025) | Parámetros climáticos promedio de Puerto Williams (1996-2025) | Parámetros climáticos promedio de Puerto Williams (1996-2025) | Parámetros climáticos promedio de Puerto Williams (1996-2025) | Parámetros climáticos promedio de Puerto Williams (1996-2025) | Parámetros climáticos promedio de Puerto Williams (1996-2025) | Parámetros climáticos promedio de Puerto Williams (1996-2025) | Parámetros climáticos promedio de Puerto Williams (1996-2025) | Parámetros climáticos promedio de Puerto Williams (1996-2025) |
| Mes                                                           | Ene.                                                          | Feb.                                                          | Mar.                                                          | Abr.                                                          | May.                                                          | Jun.                                                          | Jul.                                                          | Ago.                                                          | Sep.                                                          | Oct.                                                          | Nov.                                                          | Dic.                                                          | Anual                                                         |
| ------------------------------------------------------------- | ------------------------------------------------------------- | ------------------------------------------------------------- | ------------------------------------------------------------- | ------------------------------------------------------------- | ------------------------------------------------------------- | ------------------------------------------------------------- | ------------------------------------------------------------- | ------------------------------------------------------------- | ------------------------------------------------------------- | ------------------------------------------------------------- | ------------------------------------------------------------- | ------------------------------------------------------------- | ------------------------------------------------------------- |
| Temp. máx. abs. (°C)                                          | 25.2                                                          | 26.1                                                          | 24.0                                                          | 22.2                                                          | 17.5                                                          | 18.0                                                          | 15.9                                                          | 14.8                                                          | 18.6                                                          | 22.8                                                          | 24.2                                                          | 26.0                                                          | 26.1                                                          |
| Temp. máx. media (°C)                                         | 15.8                                                          | 15.5                                                          | 14.7                                                          | 11.6                                                          | 8.9                                                           | 5.9                                                           | 6.3                                                           | 7.6                                                           | 10.1                                                          | 11.8                                                          | 13.1                                                          | 14.4                                                          | 11.3                                                          |
| Temp. media (°C)                                              | 9.9                                                           | 9.8                                                           | 8.4                                                           | 6.2                                                           | 4.3                                                           | 2.1                                                           | 2.1                                                           | 3                                                             | 4.4                                                           | 6.3                                                           | 7.7                                                           | 8.9                                                           | 6.1                                                           |
| Temp. mín. media (°C)                                         | 5.3                                                           | 5.2                                                           | 3.8                                                           | 1.6                                                           | -0.2                                                          | -1.8                                                          | -1.6                                                          | -0.9                                                          | -0.0                                                          | 1.1                                                           | 2.5                                                           | 4                                                             | 1.6                                                           |
| Temp. mín. abs. (°C)                                          | -2.6                                                          | -3.0                                                          | -5.1                                                          | -5.8                                                          | -6.4                                                          | -12.6                                                         | -10.5                                                         | -8.6                                                          | -9.8                                                          | -5.0                                                          | -6.4                                                          | -2.0                                                          | -12.6                                                         |
| Precipitación total (mm)                                      | 52                                                            | 53.2                                                          | 48.1                                                          | 40                                                            | 37.8                                                          | 45.3                                                          | 33.7                                                          | 36                                                            | 32.1                                                          | 30.1                                                          | 40.2                                                          | 48.1                                                          | 496.6                                                         |
| Días de precipitaciones (≥ 1 mm)                              | 10.6                                                          | 9.4                                                           | 8.2                                                           | 7.3                                                           | 6.9                                                           | 7.6                                                           | 7                                                             | 6.2                                                           | 6.3                                                           | 6.9                                                           | 8.2                                                           | 9.9                                                           | 94.5                                                          |
| Humedad relativa (%)                                          | 79                                                            | 79                                                            | 77                                                            | 82                                                            | 93                                                            | 87                                                            | 86                                                            | 83                                                            | 79                                                            | 75                                                            | 74                                                            | 74                                                            | 79                                                            |
| Fuente n.º 1: Dirección Meteorológica de Chile                |                                                               |                                                               |                                                               |                                                               |                                                               |                                                               |                                                               |                                                               |                                                               |                                                               |                                                               |                                                               |                                                               |
| Fuente n.º 2: NOAA (Días con precipitaciones 1991–2020)       |                                                               |                                                               |                                                               |                                                               |                                                               |                                                               |                                                               |                                                               |                                                               |                                                               |                                                               |                                                               |                                                               |

### Vegetación
La ciudad se inscribe en la ecorregión del bosque subantártico de Magallanes, el dominio arbóreo más austral del planeta.

En las franjas costeras y valles bajos predomina un bosque siempreverde encabezado por el coihue de Magallanes junto al canelo. Entre los 200 y 500 ms.n.m. el dosel se hace mixto: el coihue comparte espacio con la lenga (N. pumilio), que pasa a dominar en la franja decidua superior, acompañada del ñirre (N. antarctica) en laderas más expuestas. Por encima de 600-800 m la cubierta leñosa cede lugar a una tundra altoandina tapizada por cojines de plantas herbáceas (como Bolax gummifera) y amplios tapetes de líquenes, un paisaje almohadillado que retiene humedad y tolera vientos extremos.

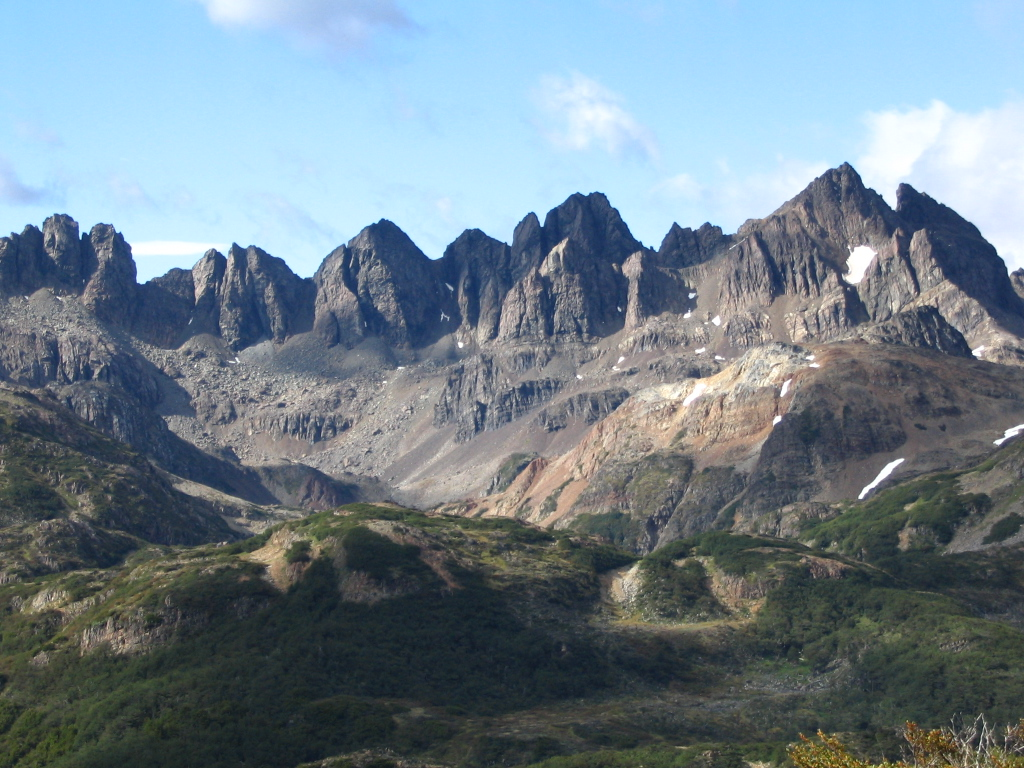
Dientes de Navarino

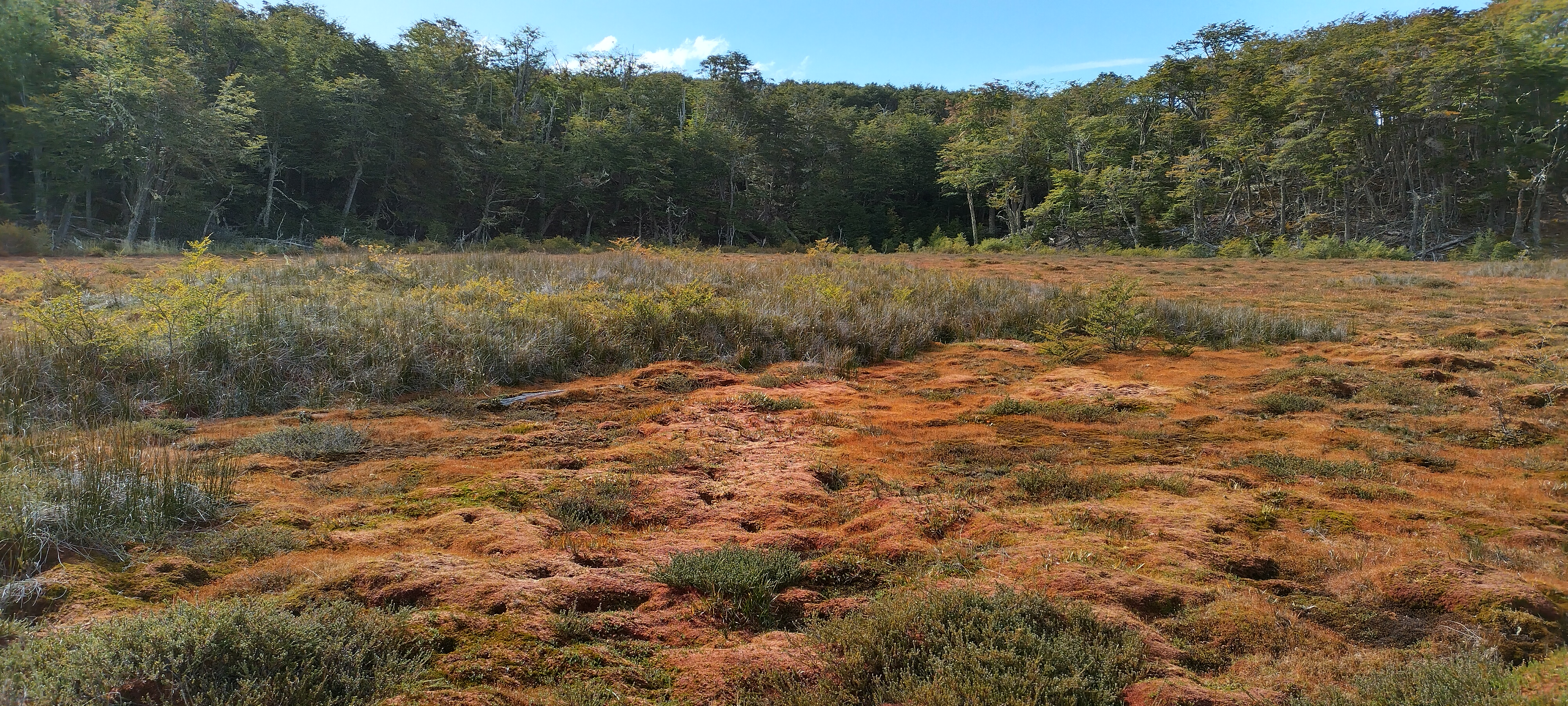
Las turberas de pompón son abundantes en los alrededores de Puerto Williams

En los sectores relativamente secos y planos del norte de Navarino aparecen exiguos matorrales esteparios de mata verde y coirón, acompañados de pastos como Rhytidosperma y Trisetum. Sobre suelos muy compactados o mal drenados prosperan brezales rastreros dominados por murtilla y extensas turberas formadas principalmente por pompón, que almacenan grandes reservas de carbono y cubren más del 40 % de la isla.

#### Amenazas actuales
La introducción del castor norteamericano en Argentina en 1946 se ha convertido en la mayor alteración ecológica del archipiélago. Las densidades de castor en Navarino superan a las de la Isla Grande de Tierra del Fuego y ya han transformado millares de hectáreas de bosque, favoreciendo la sustitución por arbustos y pastizales húmedos.
Las autoridades ambientales: CONAF, Armada y Municipalidad, trabajan junto a universidades y ONG en programas de erradicación de castores, restauración de los bosques y establecimiento de senderos de bajo impacto. Ello convierte a Puerto Williams en un laboratorio vivo para la conservación biocultural subantártica para conservar uno de los últimos paisajes templado-fríos intactos del planeta, y por consiguiente su valor competitivo en el turismo de intereses especiales. 

## Demografía
Según el censo de 2017, Puerto Williams contaba con una población de 1868 habitantes, de los cuales 1039 (55,6 %) eran hombres y 829 (44,4 %) eran mujeres, lo que la convierte en la cuarta localidad más poblada de la región. Se registraron 662 viviendas en una superficie de 0,99 km², por lo que tenía una densidad de población de 1887 hab/km². Según los datos entregados por la Subsecretaría de Desarrollo Regional en 2016, la población es de algo más de 3000 habitantes, y la de toda la comuna de Cabo de Hornos es de 3180 habitantes de acuerdo con las proyecciones del Instituto Nacional de Estadísticas en 2016.

### Evolución de la población
Hasta el año 1970, la población de la localidad estaba incluida en la población rural. Comienza a desagregarse en el censo de 1982, año en que la localidad poseía 1059 habitantes. Un conjunto de viviendas concentradas accede a la categoría de entidad urbana tiene más de 2000 habitantes o si, teniendo entre 1000 y 2000, más del 50% de ella se dedica a actividades secundarias o terciarias.

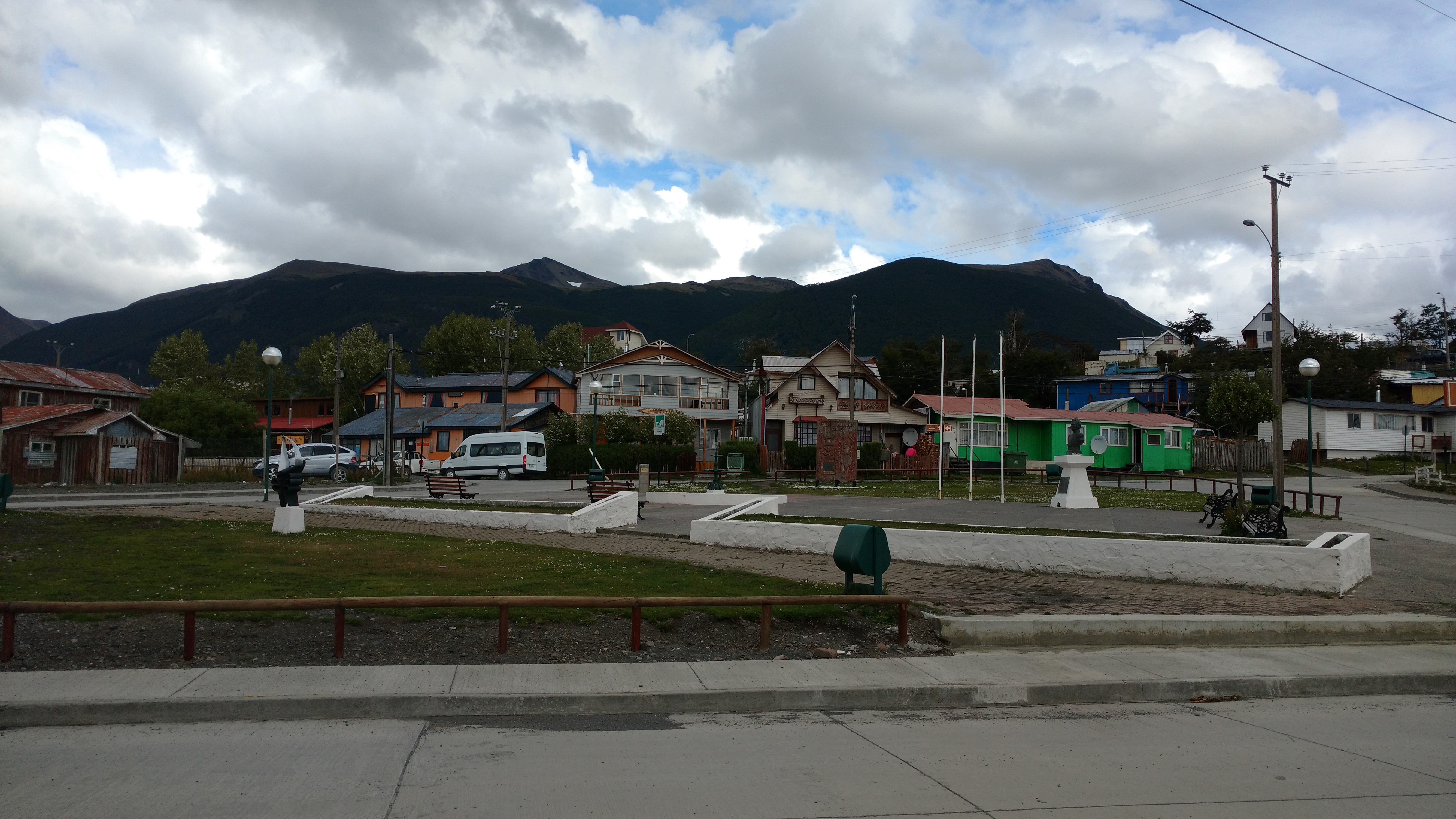
Plaza O'Higgins

Para el censo 1992, la localidad tenía la categoría de pueblo, tenía 1550 habitantes de los cuales 892 eran varones y 658 mujeres. Se registraron 404 viviendas. Para el censo de 2002, mantenía su categoría de pueblo, poseía 1952 habitantes de los cuales 1128 eran varones y 824 mujeres. Se registraron 561 viviendas.
| Evolución de la población |
|                           |

Para inicios de 2019, el INE cambió la definición que deberán cumplir las entidades urbanas para ser calificada de ciudades. Si bien antes eran consideras ciudades si tenían más de 5000 habitantes, a partir de este cambio se incluyen las que son capital de provincia o región. A raíz de este cambio Puerto Williams, por ser capital de provincia, se convierte en ciudad.
En los orígenes del puerto, un número importante de pobladores eran descendientes de inmigrantes ingleses llegados a fines del siglo XIX, debido a los planes de colonización del gobierno en aquella época. Otra parte importante de la población eran familias de funcionarios de las Fuerzas Armadas de Chile, destinados a esta localidad.
Luego de un prolongado estancamiento, incluyendo una disminución de población, hoy Puerto Williams ha retomado la senda del crecimiento en cuanto a sus habitantes, principalmente debido a una expansión de los servicios públicos como municipio y sede de la gobernación provincial. Por esto mismo, la demanda de servicios ha ido en aumento, lo que se ha satisfecho gracias a los emprendimientos de nuevos habitantes que se han incorporado a la comuna.

### Estructura etaria

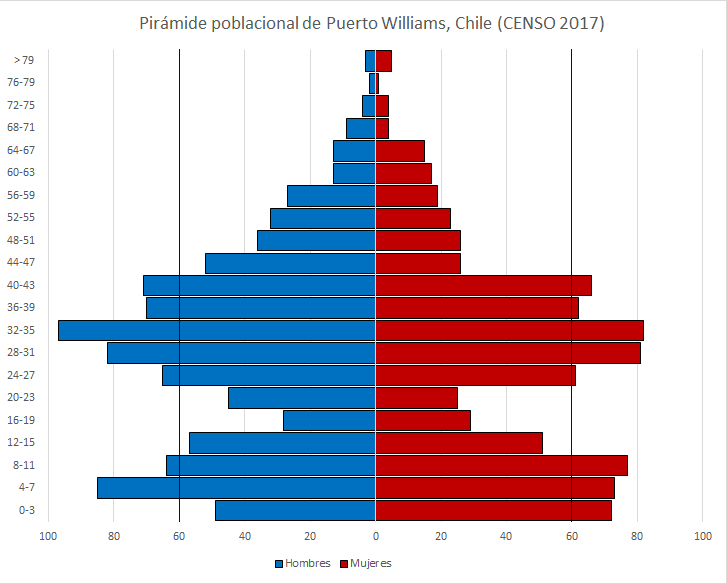
Pirámide poblacional de Puerto Williams para el censo de 2017

La pirámide poblacional muestra una base relativamente amplia, característica de localidades jóvenes. El tramo etario más numeroso corresponde a los 24-43 años, grupo donde predominan personal naval, funcionarios públicos y trabajadores del sector servicios. En contraste, la cohorte de 16-23 años es la menos representada, fenómeno asociado a la migración de los jóvenes hacia ciudades mayores para cursar estudios superiores.

### Composición étnica

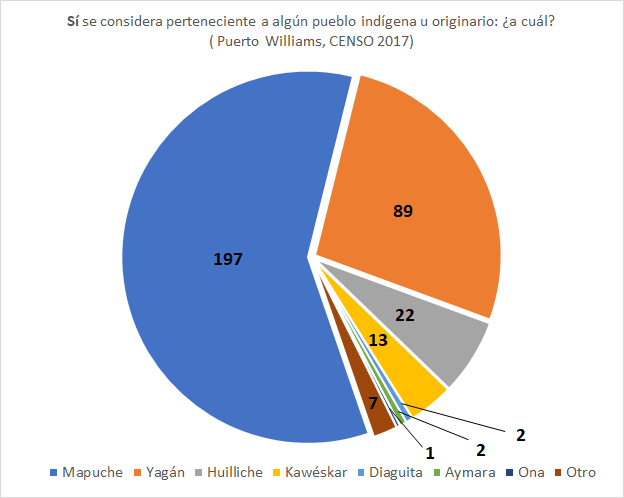
Distribución de la autoidentificación de pueblos indígenas para el censo de 2017

El mismo censo consultó la autoidentificación indígena; alrededor de 300 habitantes (el 18 % de los residentes) declaró pertenecer a un pueblo originario. La distribución es la siguiente:
- Mapuche: 197, el 59 % de la población indígena
- Yagán: 89, el 27 %
- Huilliche: 22, el 7 %
- Kawéskar: 13, el 4 %
- Otro (diaguita, aimara, ona, otros): 12, el 4 %

## Gobierno
Puerto Williams, como capital de la comuna de Cabo de Hornos y de la provincia Antártica Chilena, forma parte de la Región de Magallanes y la Antártica Chilena, bajo la administración regional y provincial. La comuna es dirigida por un alcalde y un concejo municipal, que son elegidos democráticamente y gestionan temas de urbanismo, desarrollo social, y servicios locales. Puerto Williams tiene representación a través del distrito electoral N.°28 y a la XV circunscripción senatorial (Magallanes).
Representación
Es representada en la Cámara de Diputados del Congreso Nacional por los diputados Carlos Bianchi (Ind.), Christian Matheson (Ind./EVO) y Javiera Morales (CS). A su vez, es representada en el Senado por los senadores Alejandro Kusanovic (Ind./RN) y Karim Bianchi que es independiente.
La Ilustre Municipalidad de Cabo de Hornos es dirigida por el alcalde Patricio Fernández Alarcón (PDC), el cual es asesorado por seis concejalas, cuyos cargos inician el 6 de diciembre de 2024 y duran hasta el 6 de diciembre de 2028, y son:
- Milena Díaz Villarroel (PPD)
- Carolina Guenel González (RN)
- Karina Sandoval Mansilla (RN)
- Pamela Tapia Villarroel (PDC)
- Patricia Almonacid Salas (PS)
- Karina Cárcamo Barria (UDI)

Los representantes de la provincia Antártica ante el Gobierno Regional son dos Consejeros Regionales elegidos popularmente en las elecciones municipales y regionales.
- José Paredes Soto (RN)
- Hugo Pérez Santana (PDC)

La Delegación presidencial provincial de la provincia Antártica Chilena es encabezada por la Delegada Ignacia Calisto desde 2024.
El Gobierno Regional es presidido por el gobernador Jorge Flies Añón desde el 14 de julio de 2021 hasta el 6 de diciembre de 2028, bajo elección popular.
La Delegación Presidencial Regional de la Región de Magallanes es encabezada por el delegado José Ruiz Pivcevic, designado por el Presidente de la República.

## Economía

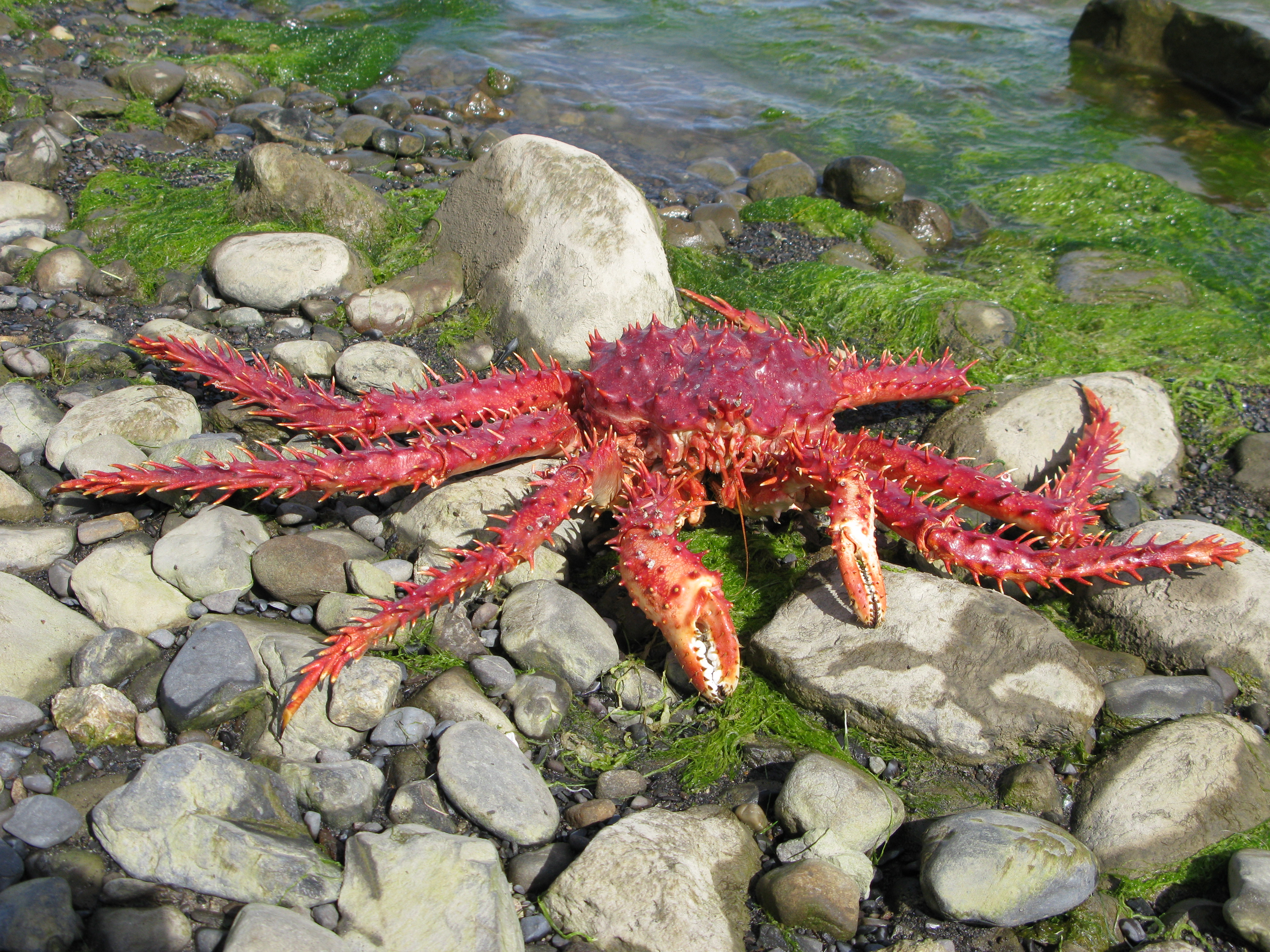
Centolla austral. Es la especie predilecta por los pescadores de Puerto Williams

La estructura económica de Puerto Williams se apoya en cuatro pilares complementarios: la presencia logística de la Armada de Chile, la pesca artesanal de centolla, el turismo de intereses especiales (conservación) y el aparato de servicios públicos:
La Base Naval de Puerto Williams sustenta empleos directos e indirectos en mantenimiento, aprovisionamiento y operaciones subantárticas y antárticas, a la vez que provee servicios de logísticas al ferry “Yaghan”, esencial para el abastecimiento y la movilidad de residentes y visitantes, con un aporte público superior a 3 600 millones de pesos anuales. En el ámbito primario, la pesca artesanal de la centolla austral inicia cada julio; durante la primera descarga de 2024 se desembarcaron 350 kg, ilustrando la relevancia de este recurso emblemático para ingresos familiares y exportaciones regionales. La ciudad recibe cada año a miles de excursionistas y cruceristas atraídos por la Reserva de la Biósfera Cabo de Hornos y el circuito Dientes de Navarino, generando empleo en hostales, guías y transporte local; este flujo se ha visto potenciado desde 2022 por la apertura del Centro Subantártico Cabo de Hornos, que combina investigación de clase mundial con actividades de divulgación, dejando un efecto multiplicador en la economía urbana a través de su infraestructura. El cuarto sostén es el sector público: como capital provincial y cabecera de servicios del archipiélago, más de un tercio de la fuerza laboral se emplea en municipalidad, delegación presidencial y reparticiones como el poder judicial, que operan en modernos edificios inaugurados en los últimos años. 
Conjuntamente, estos sectores configuran un tejido económico pequeño pero diversificado, generando oportunidades de desarrollo local sostenido.

### Turismo
El turismo es una de las principales actividades económicas de Puerto Williams. La mayoría de los alojamientos para los turistas son los hostales. Se han desarrollado varios senderos para mochileros y para realizar caminatas de varios días en las montañas de los Dientes de Navarino, al sur de Puerto Williams. Restos de campamentos y trampas para peces de los yaganes se pueden encontrar a lo largo de la costa este de la ciudad.
El parque Omora permite la exploración del bosque subantártico y se explora en torno a la biodiversidad biocultural de la región. Este parque destaca por su enfoque en la conservación de especies vegetales de pequeña escala y su propuesta de "turismo con lupa", que invita a los visitantes a observar y comprender la vida microscópica de musgos, líquenes y briófitas. Esta actividad no solo fortalece la apreciación por la biodiversidad única del lugar, sino que también subraya la relación intrínseca entre la naturaleza y la cultura local.

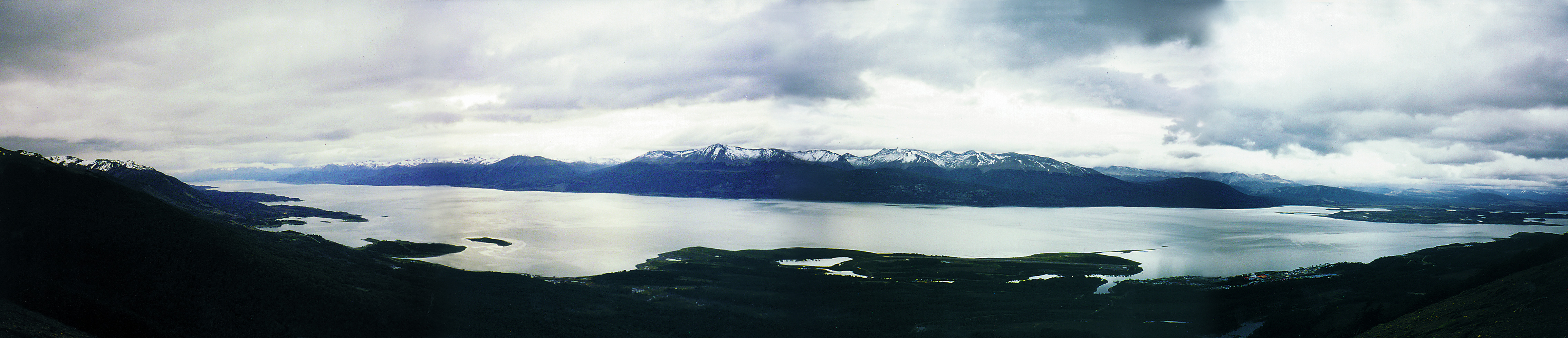
El canal Beagle visto desde el cerro Bandera, Puerto Williams

#### Conservación y ecología

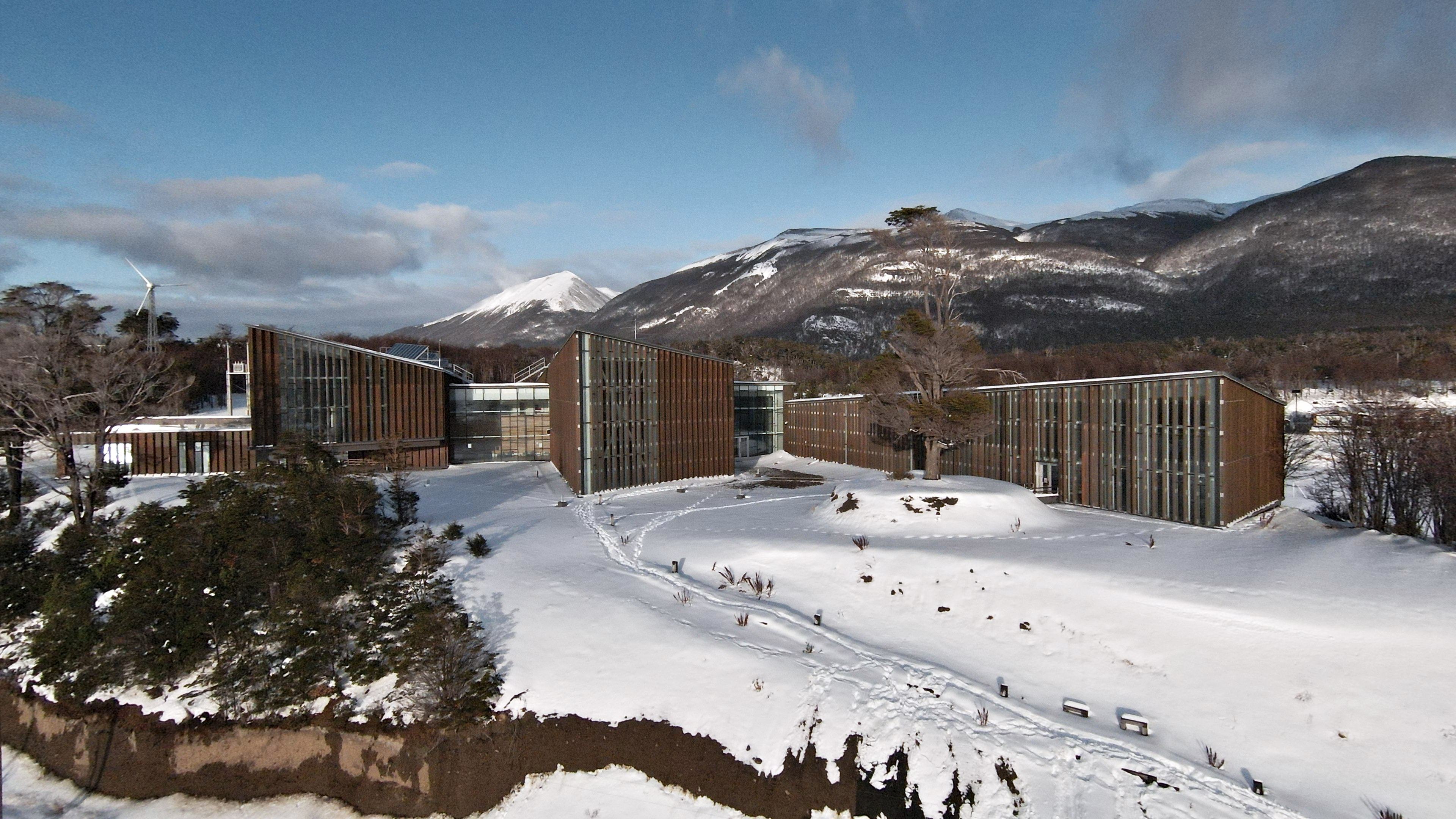
Centro Subantártico Cabo de Hornos, el mayor centro de investigación, conservación ecológica y educación técnica en Puerto Williams

Desde 2005 Puerto Williams forma parte de la Reserva de la Biósfera Cabo de Hornos, reconocida por la UNESCO por su singularidad biológica y cultural en plantas de pequeño tamaño como musgos y plantas sin raíces (briófitas y hepáticas). La reserva abarca tres parques nacionales: Alberto de Agostini, Yendegaia y Cabo de Hornos, y, desde 2018, el Parque Marino Islas Diego Ramírez - Paso Drake, área protegida que salvaguarda hábitats fundamentales para albatros de ceja negra y cabeza gris, entre otras aves oceánicas, hasta la latitud 59°59′ S.
En las afueras de la ciudad se emplaza el Parque Etnobotánico Omora, sitio fundador de la Red LTSER-Chile. Desde el año 2000 alberga estudios de largo plazo sobre bosques, turberas y fauna subantártica, además de un programa de «ecoturismo con lupa» que divulga la microbiodiversidad de musgos y líquenes. 
A nivel de la comunidad, se emplaza el Comité Ambiental Cultural (CAC), entre cuyos más importantes logros se encuentra la creación del primer humedal urbano de Puerto Williams: el Humedal Urbano Huairavo, ante el Ministerio de Medio Ambiente.

### Servicios Públicos y conectividad
Debido a su ubicación extrema, Puerto Williams enfrenta importantes desafíos logísticos y de conectividad para asegurar el acceso a servicios básicos y la comunicación con otras zonas del país. 
La ciudad cuenta con una oficina del Registro Civil, una comisaría de Carabineros de Chile, una unidad de la Policía de Investigaciones, y servicios municipales que ofrecen apoyo en diversas áreas, como educación, salud, y desarrollo social. El Hospital Comunitario Cristina Calderón es la principal instalación de salud de la localidad, proporcionando servicios médicos básicos y de urgencia a los residentes.

## Educación
En Puerto Williams se encuentra el único recinto de educación básica y media de la comuna, el Liceo Donald Mc Intyre Griffiths, que es el centro de enseñanza secundaria más austral de Chile y el mundo. La ciudad está en una ubicación geográfica privilegiada: por lo cual la Universidad de Magallanes se dedica a la enseñanza y la investigación través del parque etnobotánico Omora y del Centro Subantártico Cabo de Hornos, inaugurado en 2022, en alianza con la Universidad del Norte de Texasen la ciudad. Es en este Centro donde a partir del año 2023 se imparte la carrera de educación superior más austral del mundo: Técnico de Nivel Superior en Turismo de Conservación Biocultural.  
También es sede del Museo Territorial Yagán Usi - Martín González Calderón (ex Martín Gusinde), ubicado en el centro de la ciudad, el cual muestra la vida de los yaganes y selknam, pueblos indígenas de Tierra del Fuego.

## Transporte
Existen vuelos regulares desde Punta Arenas, que operan de lunes a sábado y generalmente parten en horario de mañana por la compañía aérea DAP. En los meses de verano la frecuencia de vuelos aumenta a más del doble cada semana por la temporada alta del turismo. Para los residentes de Puerto Williams, existe un subsidio a la demanda que facilita el acceso a estos pasajes.

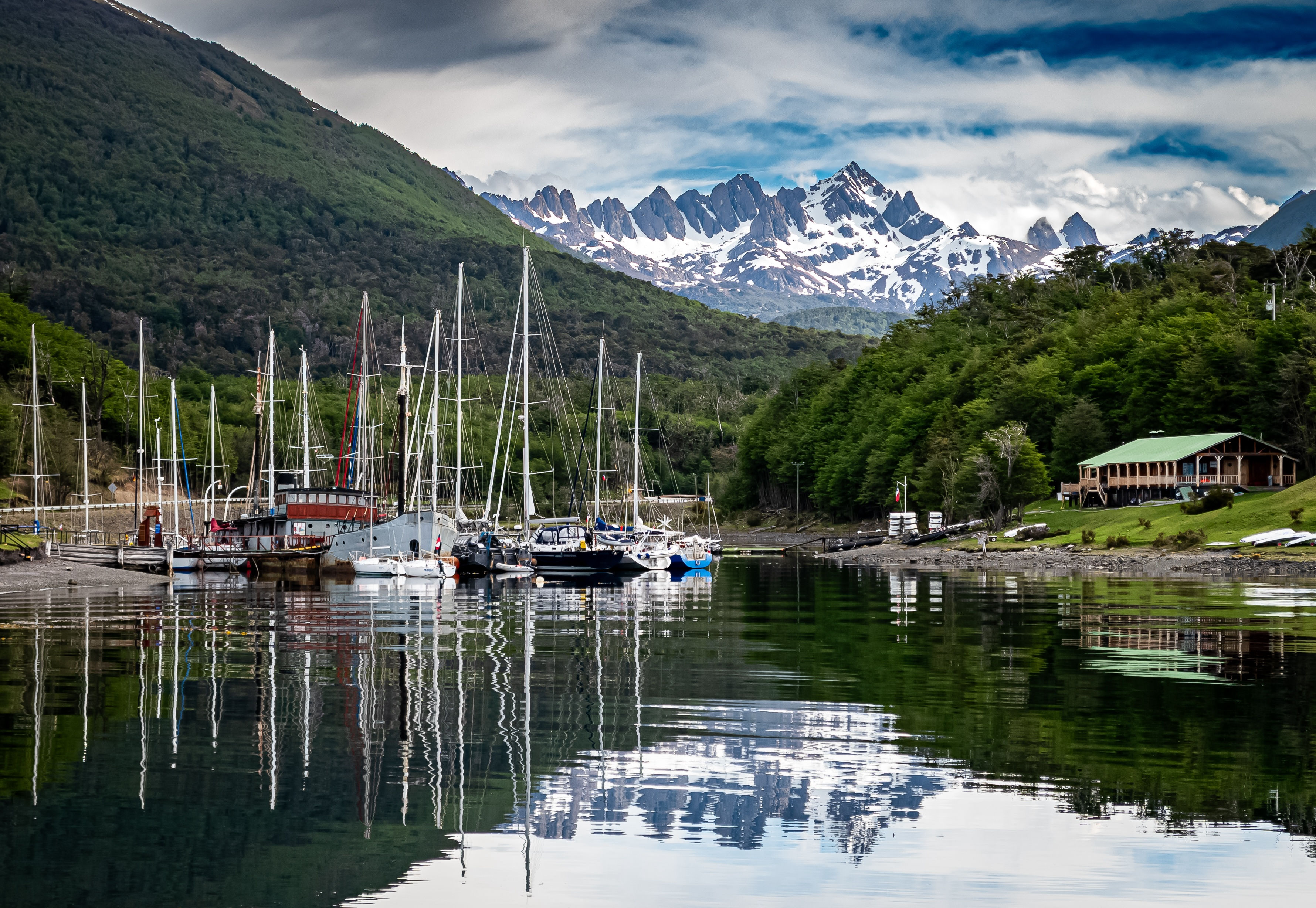
Vista del club de Yates de Puerto Williams "Micalvi", junto al bosque subantártico y, de fondo, los Dientes de Navarino

Existe una navegación en ferry de treinta horas de duración que conecta Punta Arenas con Puerto Williams una vez por semana financiado para los residentes a través de la Seremi de Transportes y Telecomunicaciones, en forma de subsidio a la oferta.
Durante los meses de octubre a marzo hay cruces diarios en lancha rápida desde la ciudad de Ushuaia (Argentina) a Puerto Navarino (Chile).Estos se vieron interrumpidos posterior a la pandemia de COVID-19, pero a partir de octubre de 2024 se retomaron con frecuencias irregulares.

## Telecomunicaciones
Puerto Williams posee señal telefónica e internet. Hay servicio de radio en FM y la compañía TV Red provee servicios de televisión en forma análoga y digital. 
En telefonía móvil, hay redes de 3G, 4G y 5G. Desde 2022, la fibra óptica austral (FOA), a cargo de la empresa CTR en alianza con Huawei, posee un cable de fibra óptica de casi 4000 kilómetros de longitud que comienza en la ciudad de Puerto Montt y finaliza en la ciudad de Puerto Williams, facilita la transmisión de datos hacia Punta Arenas y el resto del mundo, dotando de conexión a internet de alta velocidad, de hasta 6 TB y ayudando tanto a los vecinos, como a los centros de investigación de la UMAG. Desde esta ciudad se proyecta una pronta extensión de la FOA hasta el continente antártico, otorgando por primera vez este tipo de conexión de transporte de datos a ese continente.

## Medios de comunicación

### Radioemisoras
FM
- 89.5 MHz - Radio Navarino
- 98.5 MHz - Radio Infinita
- 106.7 MHz - My Radio 106.7 FM

Radioemisoras Online
- Radio Navarino
- My Radio FM Chile http://www.myradio.cl/

### Televisión
TDT
- 2.1 - Chilevisión HD
- 2.2 - UChile TV
- 2.31 - Chilevisión One Seg
- 8.1 - TVN HD
- 8.2 - NTV
- 8.31 - TVN One Seg
- 10.1 - Canal 13 HD
- 10.2 - T13 En Vivo
- 10.31 - Canal 13 One Seg

#### TV Cable
Por medio de la cableoperadora TV Red, se podrá sintonizar no solamente los canales nacionales restantes como Mega, La Red, TV+ y Telecanal, sino que también otros canales regionales como TV Red, UMAG TV, Radio Navarino, entre otros.

## La ciudad más austral del mundo
Puerto Williams tiene la categoría oficial de ciudad por el Estado chileno, reconocido como tal por el Instituto Nacional de Estadísticas y, al ser ésta la última ciudad situada en el extremo meridional del continente americano, es la ciudad más austral del mundo. Desde hace años Puerto Williams ha sido considerada «la ciudad más austral del mundo» tanto por medios chilenos como extranjeros. El título lo disputa con Ushuaia de Argentina. Antiguamente la ciudad chilena de Punta Arenas, con 131 592 habitantes, también utilizó ese calificativo con fines promocionales e identitarios.
Puerto Williams posee muchos elementos típicos de toda ciudad: más del 75 % de la población no se dedica a la agricultura, posee compañía de bomberos, estación policial, hospital, centros religiosos, tribunal, escuela secundaria, sede universitaria y museo. 
Pese a que no es considerada una ciudad por los criterios de clasificación de asentamientos humanos de la ONU, la clasificación de los centros poblados de Chile depende de la normativa y administración territorial interna del país, sin que organismos internacionales tengan injerencia en la designación oficial de ciudades en el contexto nacional.

## Galería de imágenes

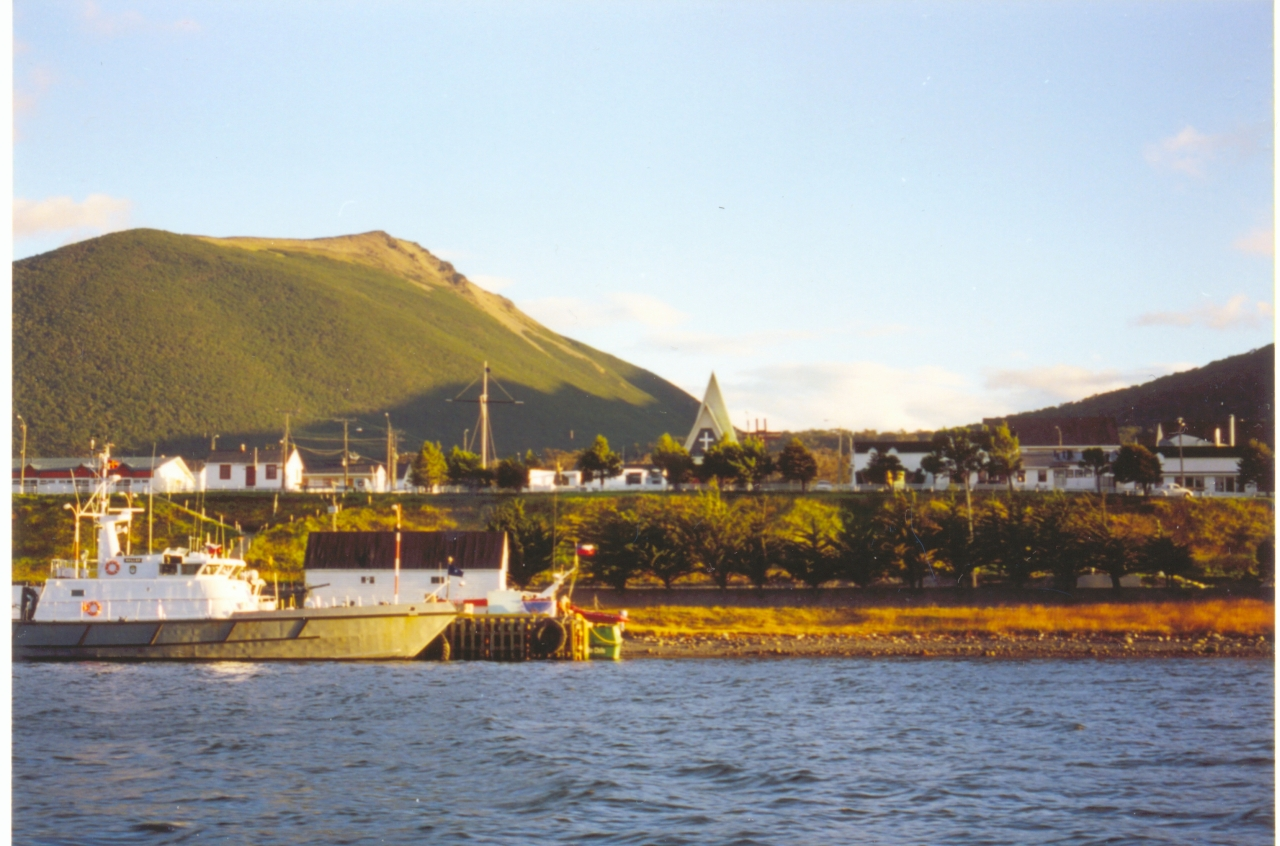
Puerto Williams desde el puerto.
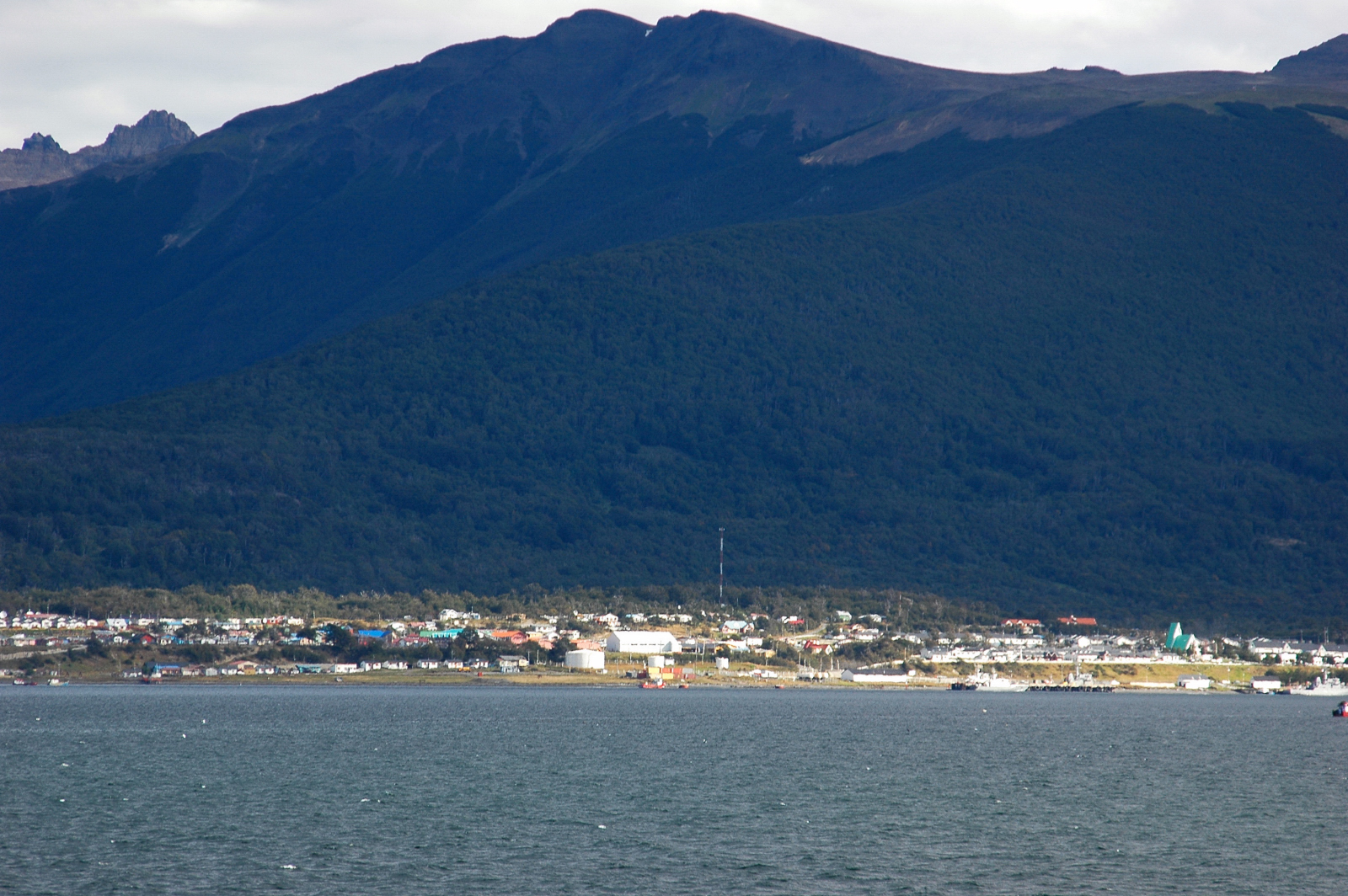
Puerto Williams desde el canal Beagle.
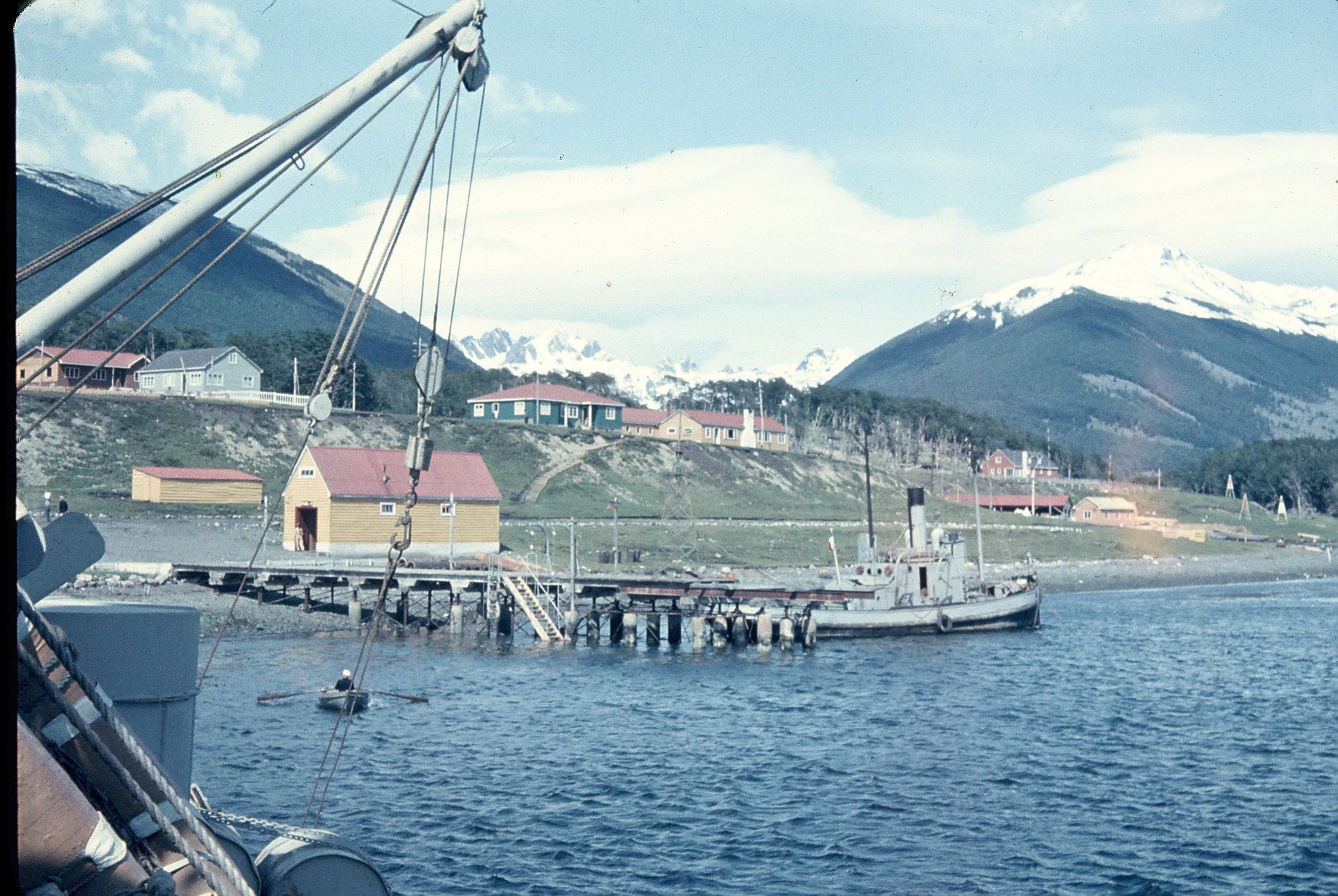
Puerto Williams en 1957.
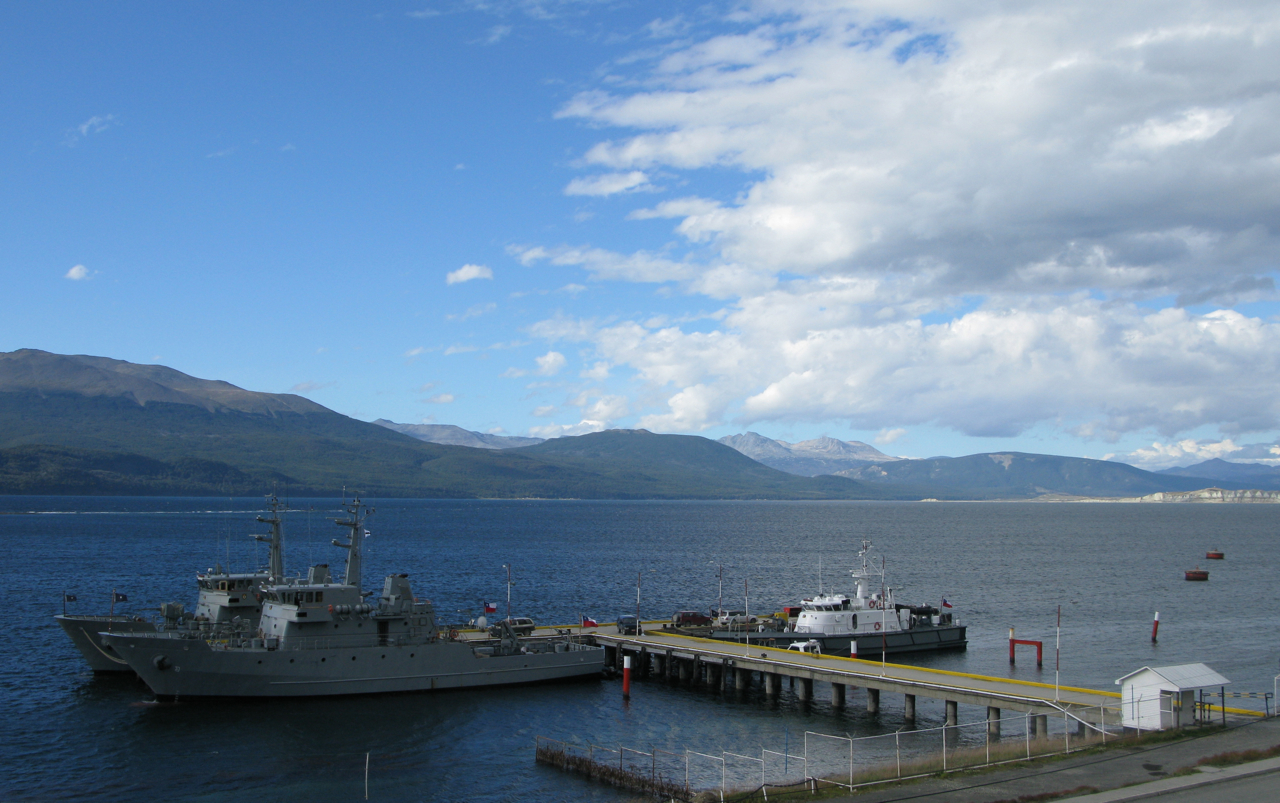
Base naval de Puerto Williams.
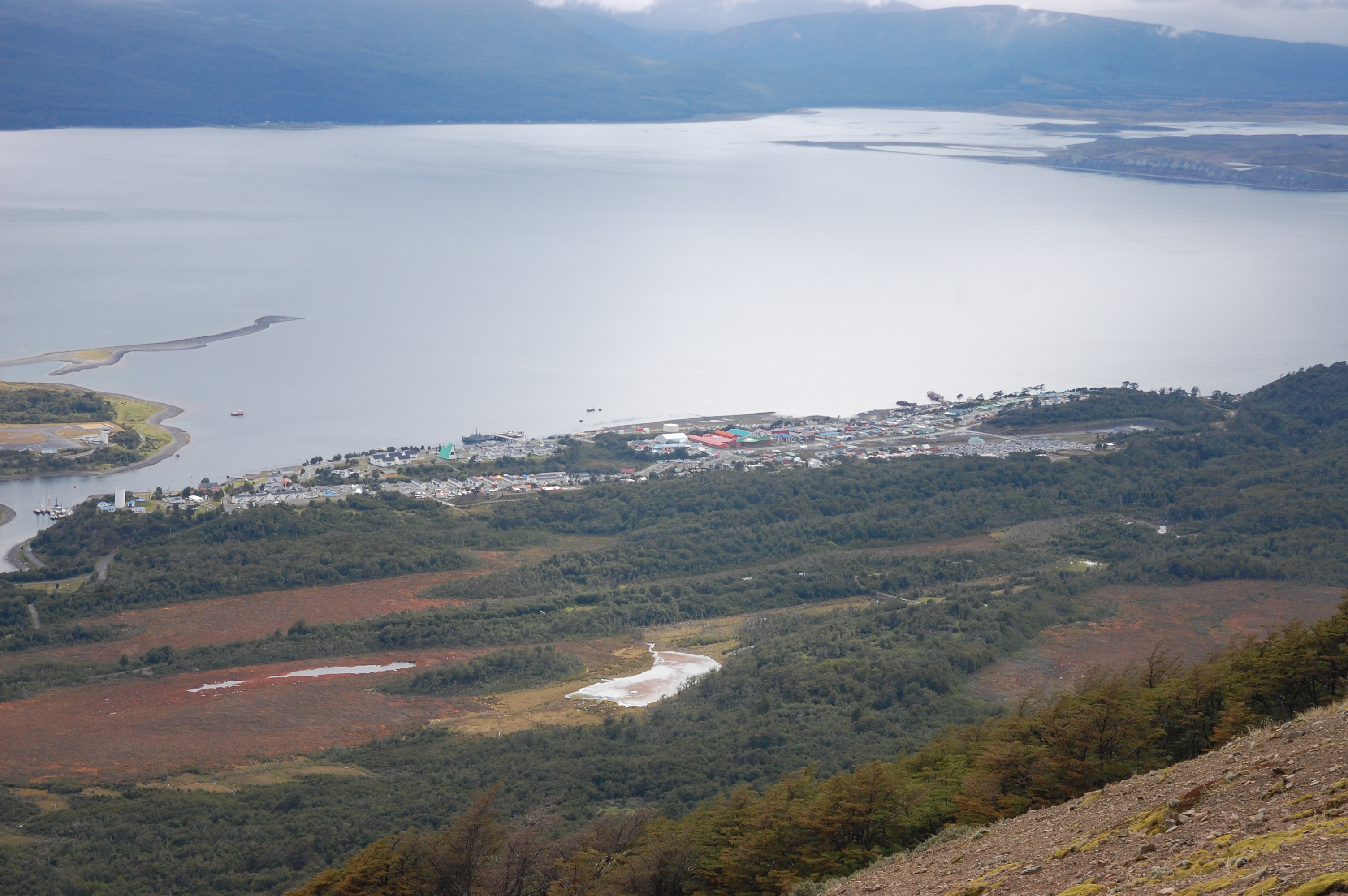
Puerto Williams desde lo alto.